# Château-Rouge
Château-Rouge är en kommun i departementet Moselle i regionen Grand Est (tidigare regionen Lorraine) i nordöstra Frankrike. Kommunen ligger i kantonen Bouzonville som tillhör arrondissementet Boulay-Moselle. År 2022 hade Château-Rouge 297 invånare.

## Befolkningsutveckling
Antalet invånare i kommunen Château-Rouge
| Referens: INSEE |